# Леопардовая черепаха
Леопардовая черепаха, или пантеровая черепаха (лат. Stigmochelys pardalis) — вид сухопутных черепах, выделяемый в монотипический род Stigmochelys Gray, 1873. Вторая по величине африканская черепаха (после шпороносной).

## Описание
Крупная черепаха, длина её панциря достигает 70 см. Масса взрослой особи может составлять 50 кг. Самцы отличаются от самок более длинным хвостом, на их пластроне есть углубление. Панцирь леопардовой черепахи высокий, куполообразный. Основной его цвет песчано-жёлтый. У молодых черепах на щитках панциря имеется отчётливый тёмно-коричневый, почти чёрный, рисунок. С возрастом он постепенно сглаживается. У пантеровых черепах из Эфиопии пигментация панциря слабее, чем у всех остальных.

## Распространение и среда обитания
Ареал леопардовой черепахи охватывает Африку от Судана и Эфиопии до южной оконечности материка.

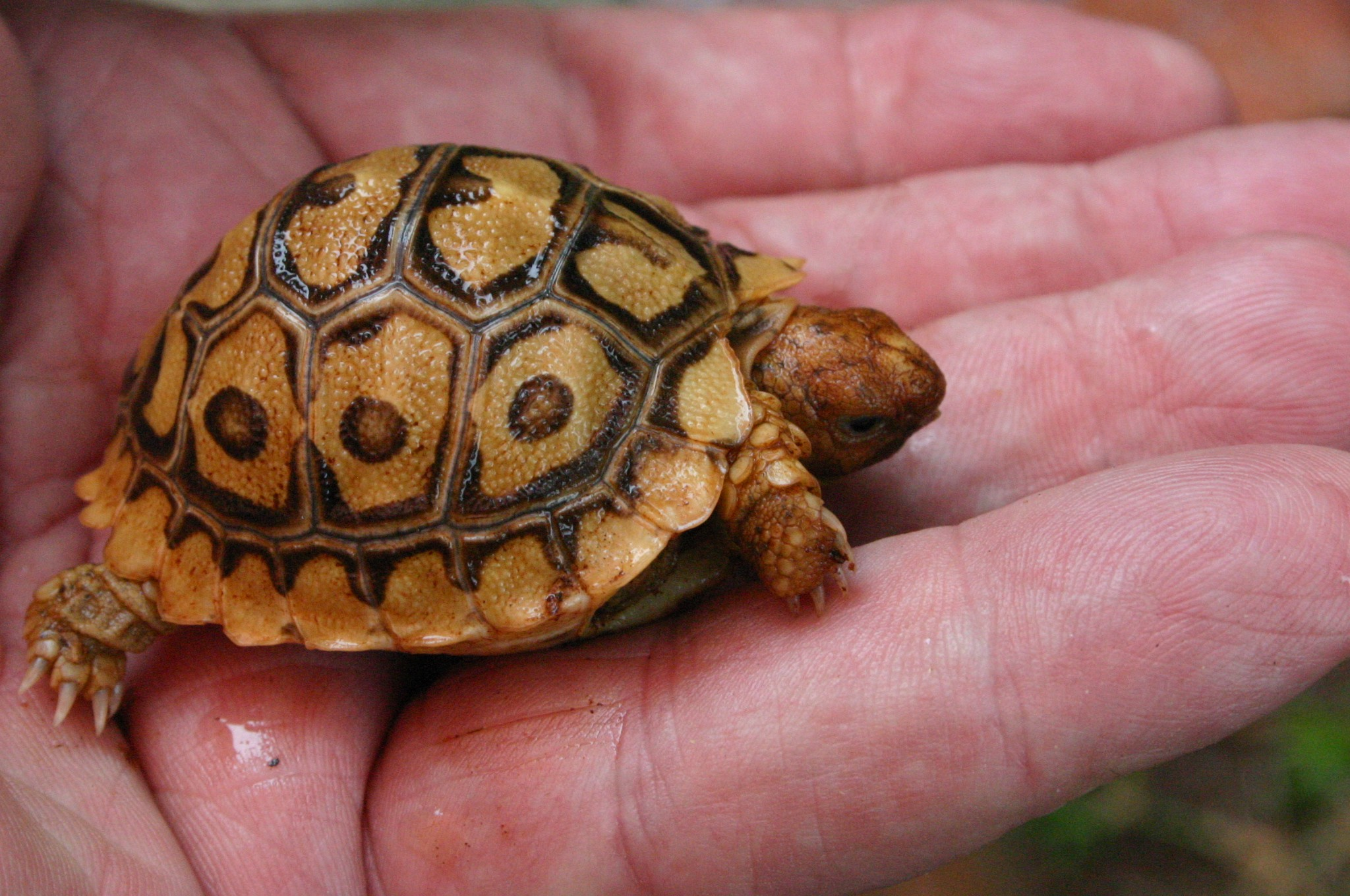
Месячная леопардовая черепаха

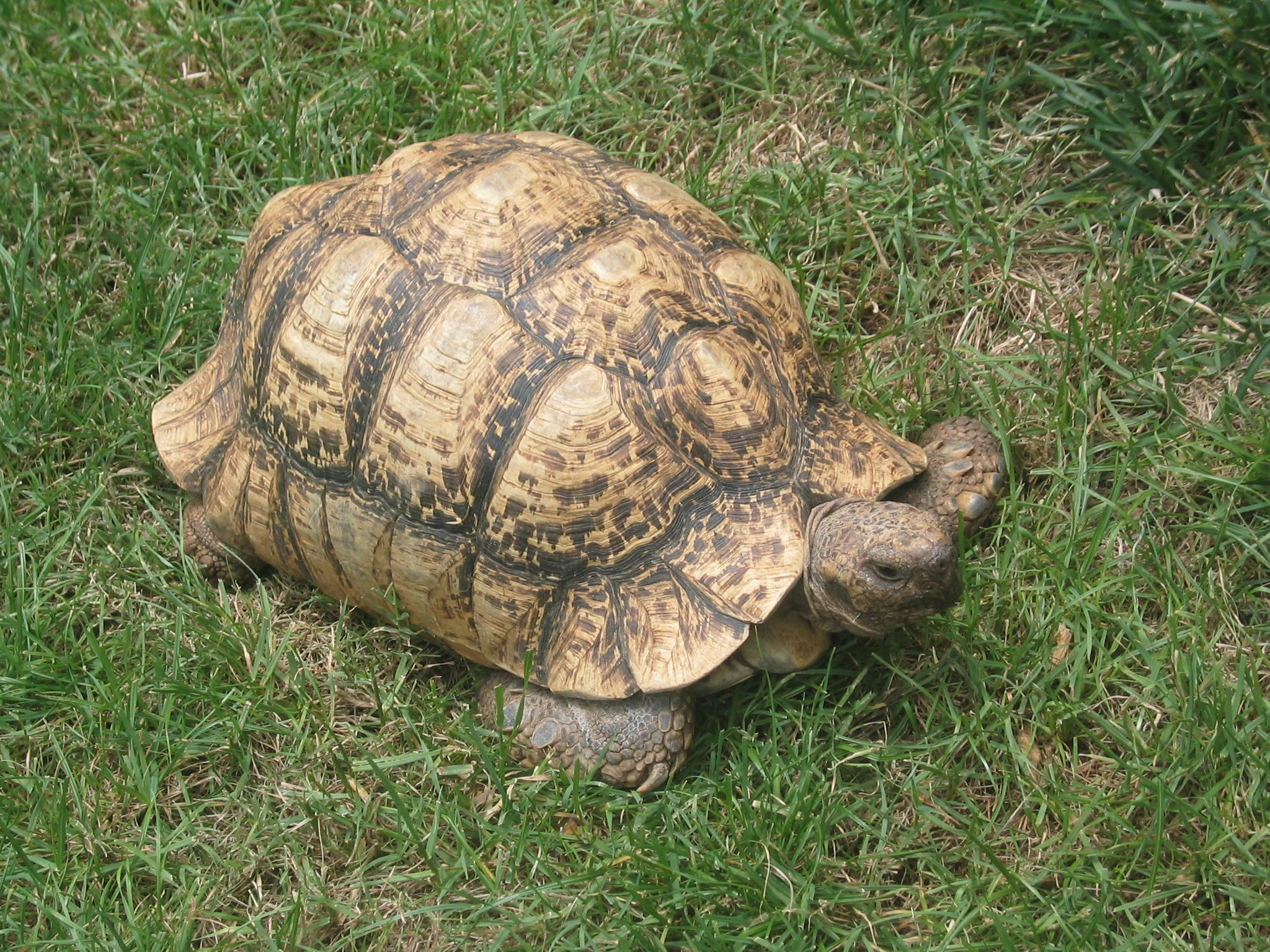
Взрослая леопардовая черепаха

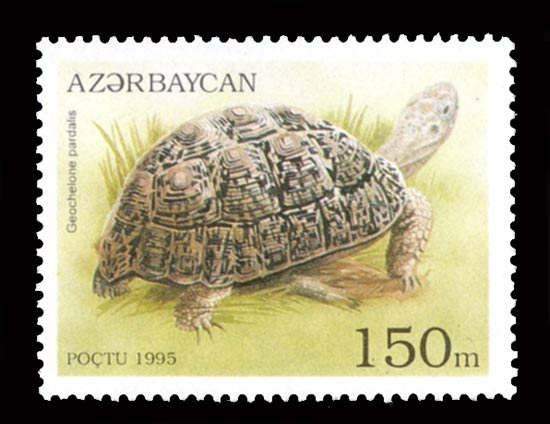
Леопардовая черепаха на азербайджанской почтовой марке

Основные места обитания (саванные и сухие нагорья) . Животные могут подниматься в горы на высоту до 1800—2000 метров над уровнем моря. Пантеровые черепахи, обитающие в горах, обычно крупнее равнинных.

## Питание
Растительноядная, но при случае употребляет белковую пищу животного происхождения. На воле пантеровые черепахи питаются в основном травами и различными суккулентами (опунция, молочай, алоэ). Могут поедать на полях арбузы, тыквы и различные бобовые.

## Размножение
В брачный период (с сентября по октябрь) самцы дерутся за самок, стараясь опрокинуть соперника на спину. Один наблюдатель сообщал, что крупные самки могут нападать на черепах обоих полов, тараня их панцирем. В процессе спаривания самец вытягивает шею, опуская голову к самке, и при этом издаёт громкие хриплые звуки. В Южном полушарии откладка яиц происходит в сентябре—октябре, а на экваторе сезон размножения более растянут. Яйца сферической формы, с толстой скорлупой, диаметр — 2,5—5 см. В кладке от 5 до 30 яиц. При большом количестве яиц самка может откладывать их в несколько слоёв, отделённых друг от друга почвой. Длительность инкубации в природе от 180 суток, а при неблагоприятных условиях и до 440.

## Подвиды
- Geochelone pardalis pardalis — панцирь относительно низкий с плоской вершиной.
- Geochelone pardalis babcocki — панцирь высокий, куполообразный.

## Содержание в неволе
Леопардовых черепах содержат в террариумах или загонах с низкой влажностью воздуха (35—40 %). В качестве грунта подходит сухая смесь гравия и торфа. Температура — 23—30°С днём и 20—25°С ночью. Для стимуляции размножения полезно временно снизить температуру до 15°С. Инкубация яиц при температуре 27°С длится 125—180 суток, при более низких температурах она может затянуться до 230 суток. Старейшая из содержавшихся в неволе пантеровых черепах прожила 75 лет.

## Иллюстрации

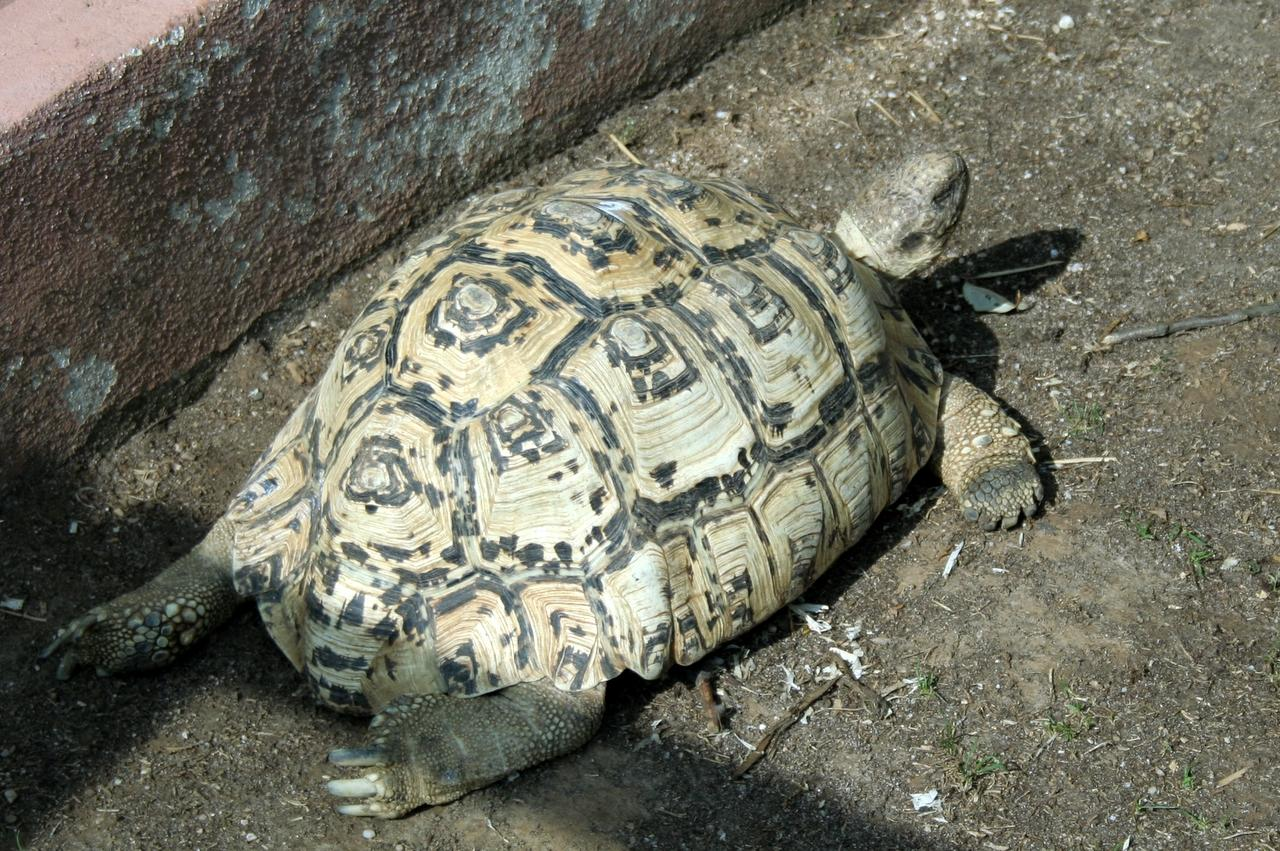
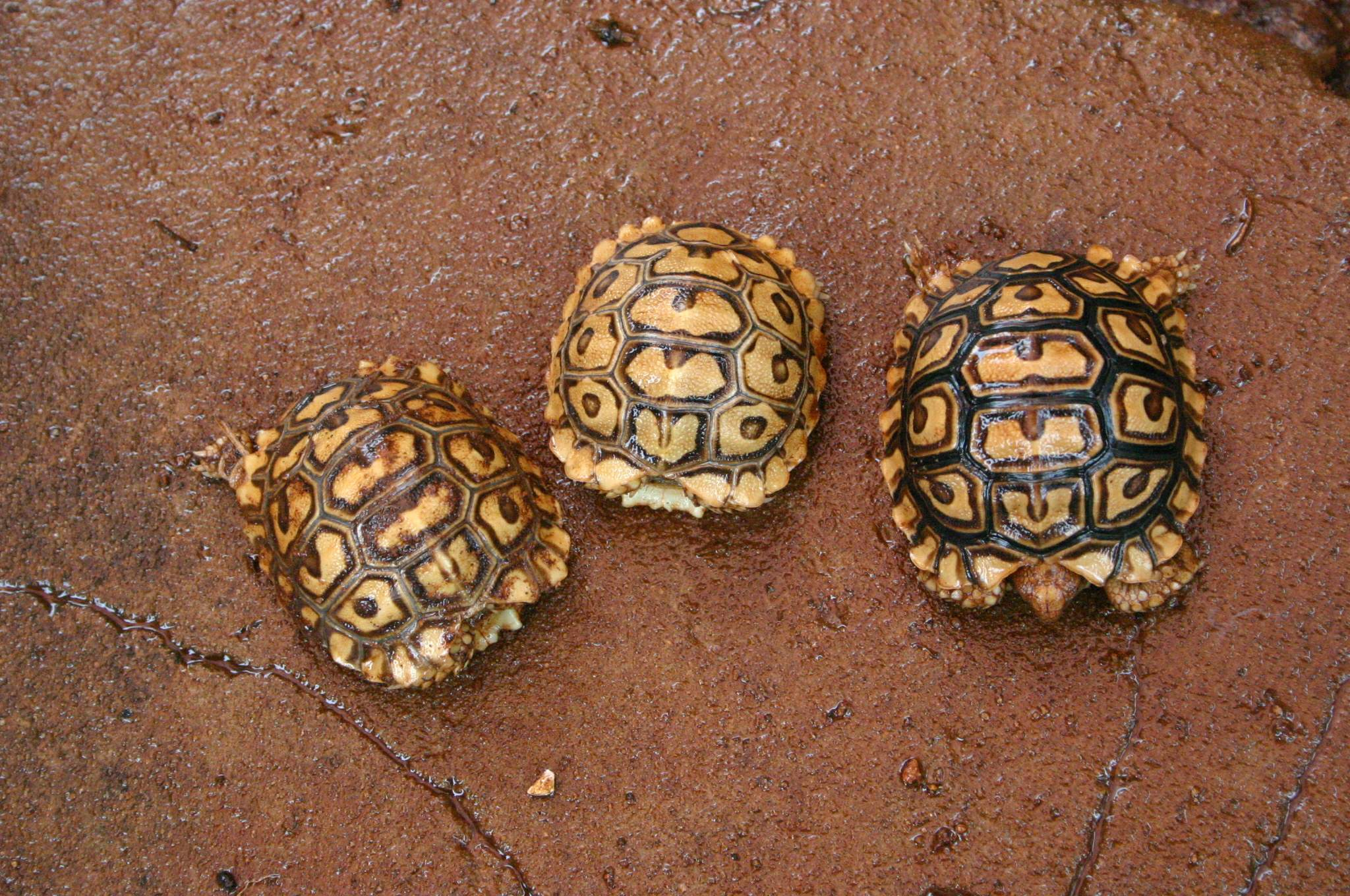
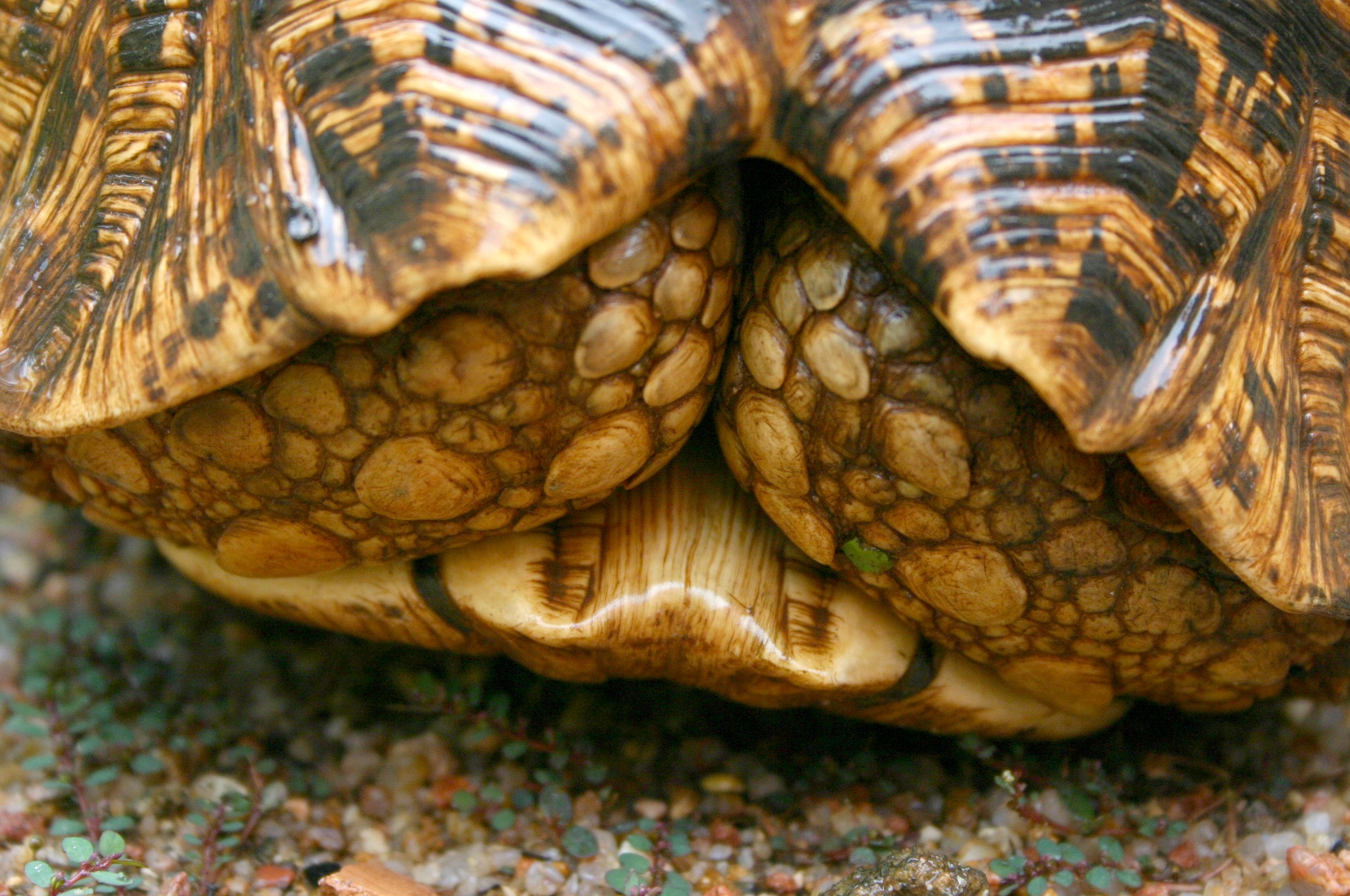
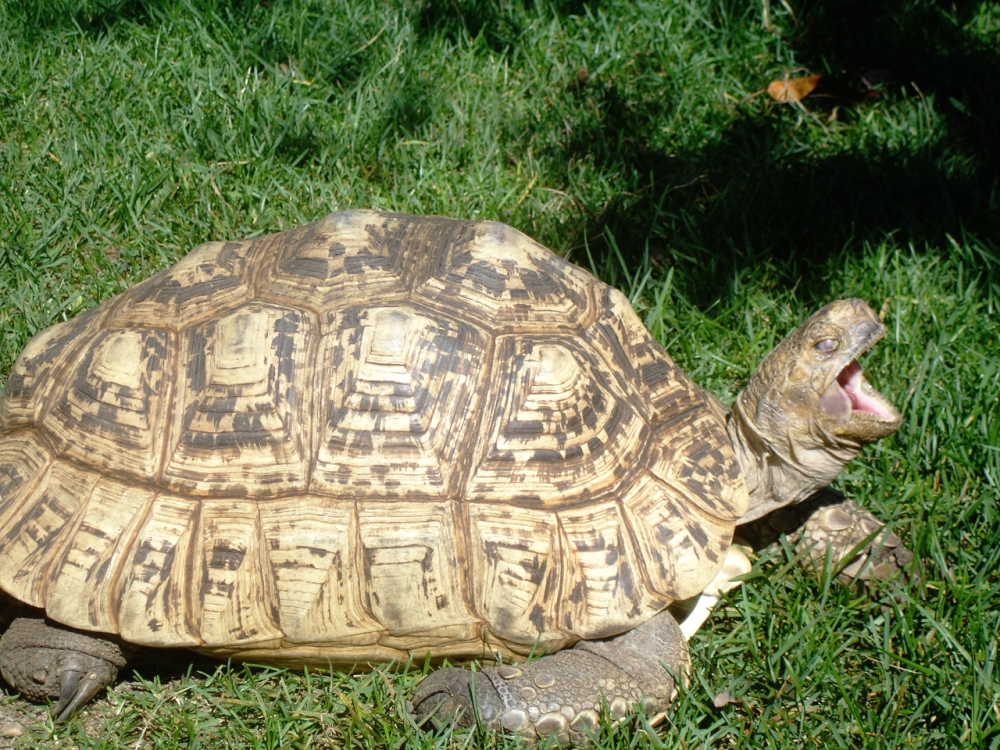
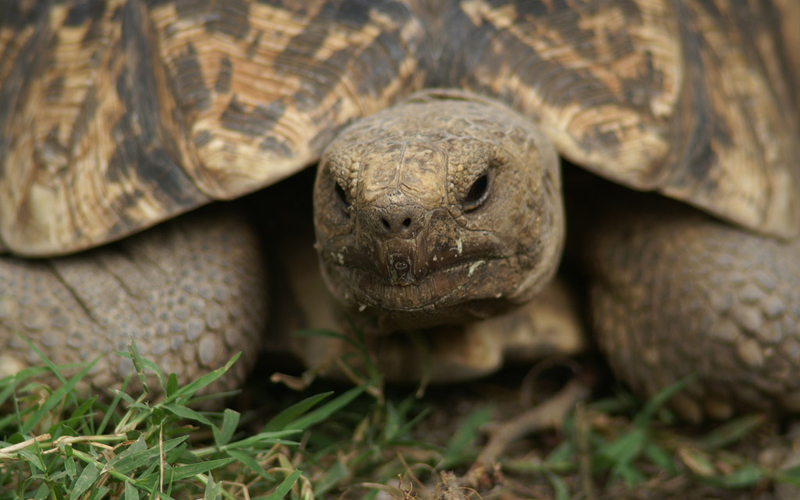
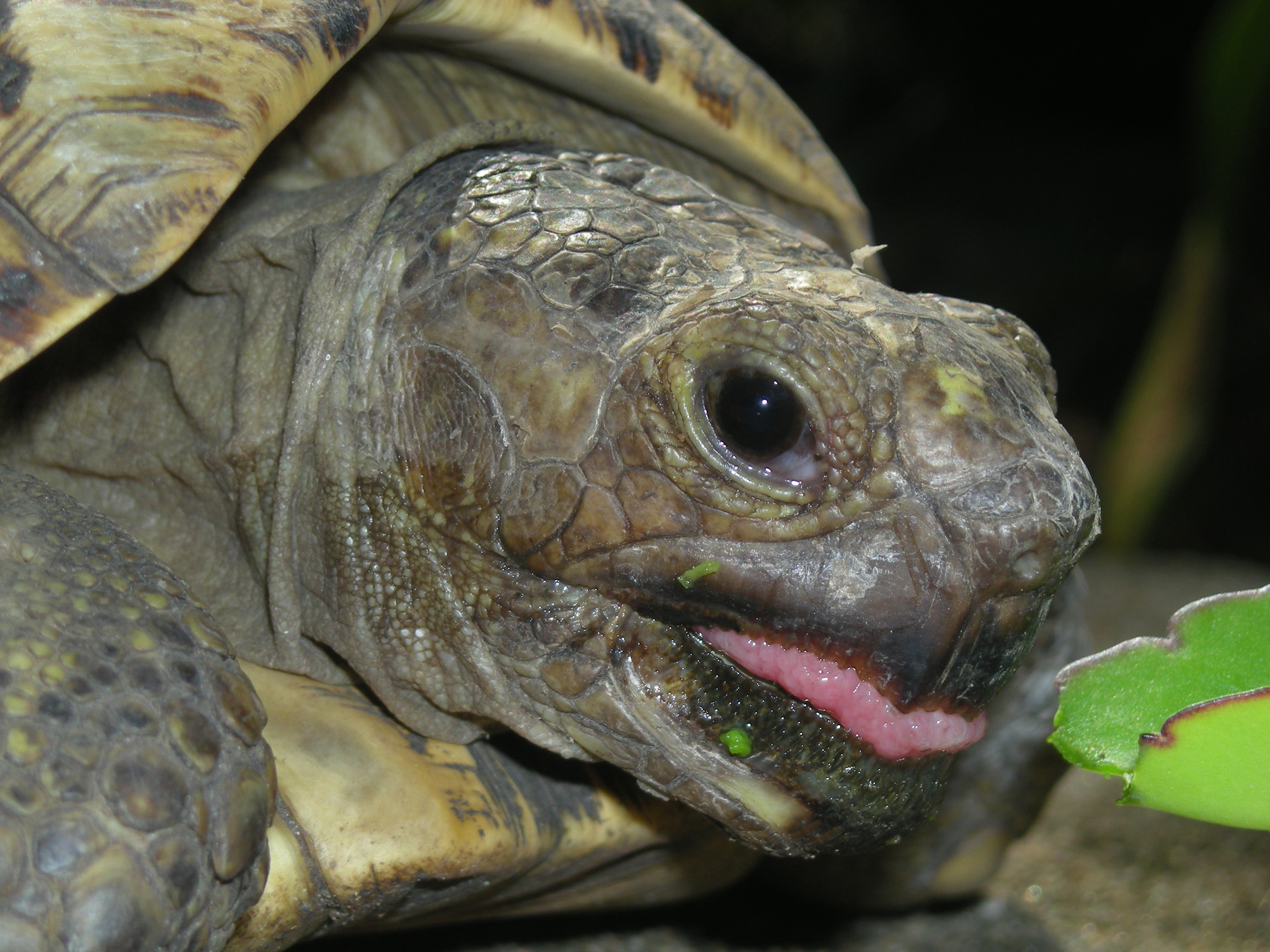
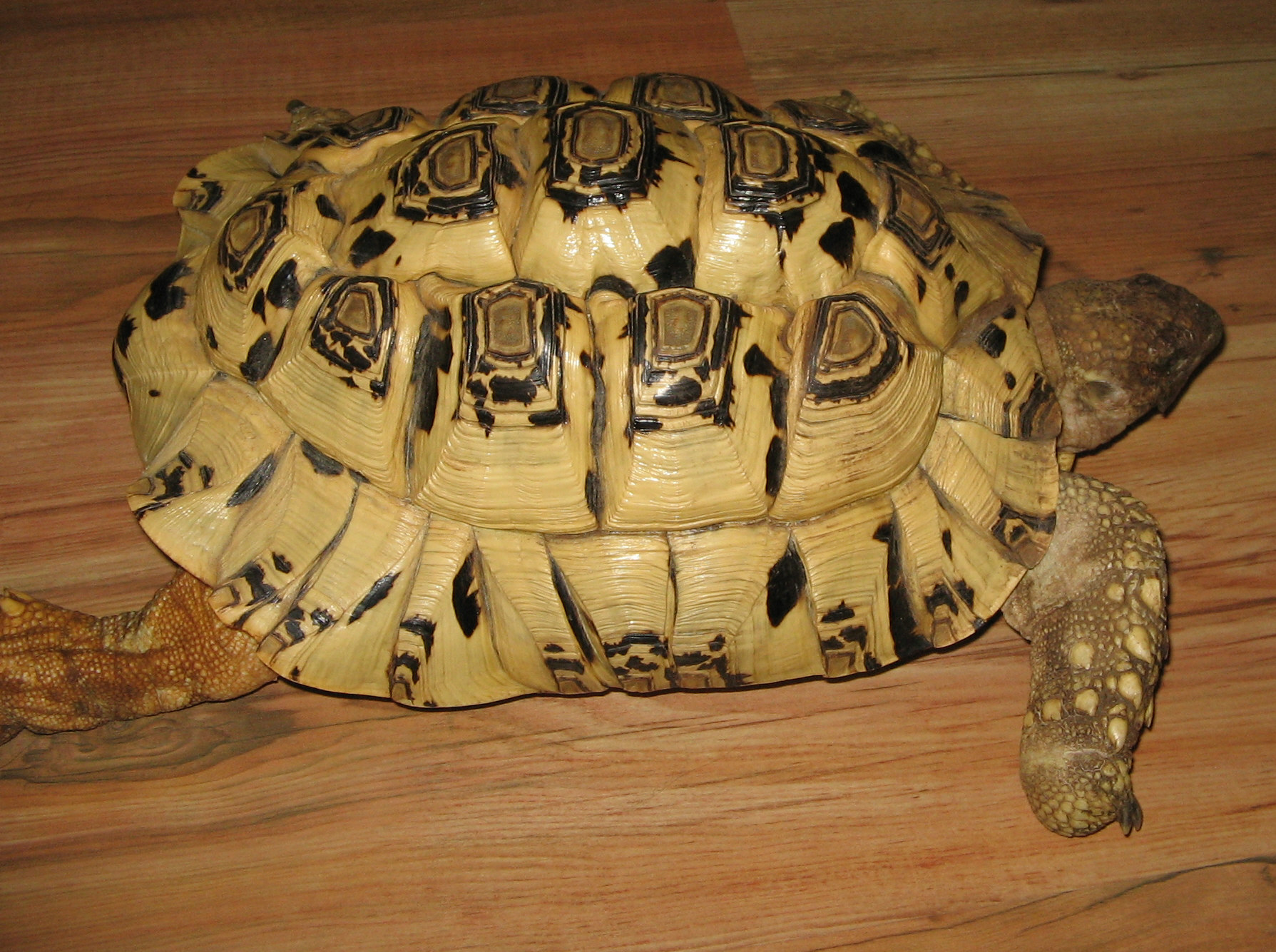